# Кієрія
Кієрія (Kiaeria) — рід мохів (Dicranidae) родини Dicranaceae. Рід названий на честь Франца Каспара Кіера (1835—1893), норвезького лікаря і бріолога.

## Опис
Мох утворює пухкі чи щільні подушки. Стебла прямовисні, 2.5–5 см заввишки (іноді вище) і рідко волокнисті з ризоїдами внизу. Листки ланцетні, прямовисні, іноді серпоподібні, з суцільними краями. Спорова коробочка на кінці ніжки довжиною 7–16 міліметрів. Кришечка капсули має дзьоб.

## Розповсюдження
Види Kiaeria зустрічаються в північній півкулі в арктичних і субальпійських до альпійських областях. Вони ростуть на силікатних породах і на землі.

## Види
Описано шість видів:
- Kiaeria blyttii
- Kiaeria falcata
- Kiaeria glacialis
- Kiaeria pumila
- Kiaeria riparia
- Kiaeria starkei